# Moshi (köpinghuvudort i Kina, Hunan Sheng, lat 29,76, long 110,95)
Moshi (kinesiska: 磨市, 磨市镇) är en köpinghuvudort i Kina. Den ligger i provinsen Hunan, i den södra delen av landet, omkring 260 kilometer nordväst om provinshuvudstaden Changsha. Antalet invånare är 28 146. Befolkningen består av 13 360 kvinnor och 14 786 män. Barn under 15 år utgör 13,0 %, vuxna 15-64 år 73 %, och äldre över 65 år 13,0 %.
Runt Moshi är det ganska tätbefolkat, med 166 invånare per kvadratkilometer. Moshi är det största samhället i trakten. I omgivningarna runt Moshi växer huvudsakligen savannskog.
Genomsnittlig årsnederbörd är 1 698 millimeter. Den regnigaste månaden är september, med i genomsnitt 277 mm nederbörd, och den torraste är december, med 17 mm nederbörd.